# AKB48 Team Sydney

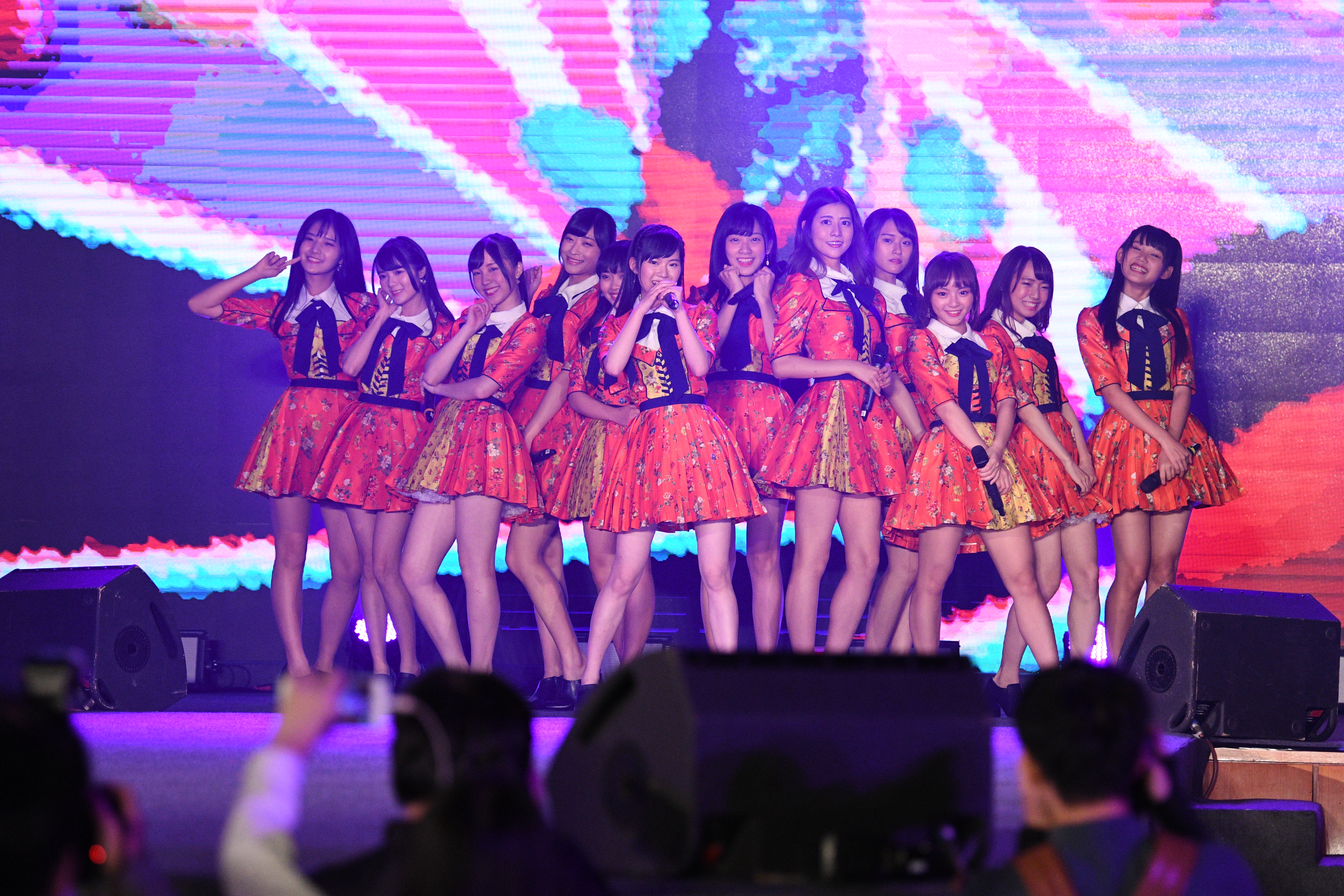
2022년 1월 22일

AKB48 Team Sydney(에이케이비포티에이트 팀 시드니)는 2022년 1월 22일에 데뷔한 호주 시드니의 걸 그룹이다.. 이전 그룹 명칭은 SYD48(에스우아이디포티에이트)이었다.
1. ↑  “AKB48運営会社が「TPE48」の契約解消 「AKB48 Team TP」発足へ”. 《ORICON NEWS》 (oricon ME). 2018년 7월 30일. 2018년 7월 30일에 확인함.